# Donna Strickland
Donna Strickland (n. 27 mai 1956, Guelph⁠(d), Ontario, Canada) este o profesoară și fiziciană canadiană, pionieră în domeniul fizicii laserilor, laureată a Premiului Nobel pentru Fizică 2018.

## Viața personală
Strickland este căsătorită cu Douglas Dykaar, de asemenea fizician. Ei au doi copii. Fiica lui Strickland, Hannah este o studentă absolventă a astrofizicii la Universitatea din Toronto. Fiul lui Strickland, Adam, studiază comedia la Colegiul Humber.